# Cantonul Albens
Cantonul Albens este un canton din arondismentul Chambéry, departamentul Savoie, regiunea Rhône-Alpes, Franța.

## Comune
- Albens (reședință)
- La Biolle
- Cessens
- Épersy
- Mognard
- Saint-Germain-la-Chambotte
- Saint-Girod
- Saint-Ours